# ザ・ランチャーズ
ザ・ランチャーズ（The Launchers）は、日本のグループ・サウンズのバンド。1962年に結成され、1967年11月にシングル「真冬の帰り道」でデビュー。1971年に解散。

## メンバー
- 喜多嶋瑛（1947年7月1日 - 、ドラムス）
- 喜多嶋修（1949年2月3日 - 、ギター）
- 大矢茂（1949年2月22日 - 、ギター）
- 渡辺有三（1949年3月30日 - 2014年1月2日、ベース）
- 河手政次（1947年 - 2003年1月16日 、ドラムス、元ザ・ホワイト・キックスのドラマー、のち[いつ?]に和太鼓奏者）

## 概要
加山雄三主演の映画「若大将シリーズ」（1961年 - 1971年）が始まったころ、同作品のプロデューサーの藤本真澄が加山に「会社の人間で演奏できるやつを集めてバンドをやれ。映画でも使うぞ」と指示して、加山がメンバーをかき集めて1962年に結成した。「進水する」という意味でザ・ランチャーズと名付けられる。第一期（結成当初）のメンバーは、加山雄三、二瓶正也、津田彰、佐竹弘行、三木敏彦、速水洸の6人。東宝の俳優らを中心メンバーにして活動開始したが、それぞれの本業が忙しくなり活動が困難になったため、一旦活動を停止する。
1964年、加山雄三は従弟の喜多嶋瑛、喜多嶋修の兄弟と、大矢茂の4人で、第二期ザ・ランチャーズを再結成した。
1965年、7月から8月にかけて、アメリカ合衆国のバンド、ザ・ベンチャーズとテレビ番組で共演し、永年に渡る彼らとの交友関係のきっかけとなった。
1966年、高校生であった喜多嶋修と大矢茂に芸能活動の制限が掛かり、サポートメンバーとしてサイド：堤光生、ベース：岩崎道夫が参加、映画『歌う若大将』に映像として残っている。同年3月には、来日中のザ・ベンチャーズより直接ギター演奏の指導を受ける機会があり、その時の模様は堤光生によって録音されていた。
1967年、喜多嶋瑛、喜多嶋修、大矢茂、渡辺有三の4人で第三期ザ・ランチャーズとなり、同年11月に東芝音楽工業よりシングル「真冬の帰り道」でデビュー。
1969年、10月、ドラムスが喜多嶋瑛から河手政次に交代。
1971年、春に解散した。

### 解散後
1994年、7月、ザ・ランチャーズの名を冠する「加山雄三&ハイパーランチャーズ」が結成された。

## ディスコグラフィー

### シングル
- 真冬の帰り道／北国のチャペル（1967年11月[いつ?]）
- 教えておくれ／愛のささやき（1968年3月[いつ?]）
- シリウスの涙／想い出のジュリエット（1968年6月[いつ?]）
- 不機嫌な水溜り／HELLO! BABY MY LOVE（1968年12月[いつ?]）
- 砂のお城／雲を追いかけて（1969年6月[いつ?]）
- マドレーヌ／昔も現代も真実はこれにつきる（1970年3月[いつ?]）

### アルバム
- フリー・アソシエイション（1968年12月[いつ?]）
- OASY王国（1969年9月[いつ?]）

## 出演映画
- 歌う若大将（1966年）[誰?]
- ゴー!ゴー!若大将（1967年）[誰?]
- リオの若大将 （1968年）[誰?]
- 若大将対青大将（1971年） - メンバーの一人、大矢茂が二代目若大将役で主演。